# Adrián Medina
Adrián Nicolás Medina (San José de Mayo, Virreinato del Río de la Plata, 8 de septiembre de 1783 – San José de Mayo, Uruguay, 22 de octubre de 1842) fue un militar uruguayo.

## Biografía
Adrián Nicolás Medina, hijo de Juan Bautista Fernández de Medina y Castellano y de su esposa, Ana Manuela Alen y Sosa, nació en la Banda Oriental el 8 de septiembre de 1783, «antes de la aurora», en Carreta Quemada, la estancia del padrastro de su padre, en San José de Mayo, el año de fundación de la villa, donde fue bautizado el 12 siguiente, falleció soltero el 22 de octubre de 1842, a la edad de 59 años e inhumado el 26 siguiente.
Era el tío paterno del coronel Juan Medina y el bisnieto de José Fernández de Medina (1686 - 1755), que llegó en la primera expedición canaria a la Banda Oriental del Uruguay para fundar la ciudad de Montevideo, el 19 de noviembre de 1726 y que a quien, por ser el único natural de la isla de La Palma, se le conoce con el apodo de El Palmero.
Era igualmente cuñado de Juan José Aguiar, militar y político uruguayo, que fue Ministro de Gobierno y Relaciones Exteriores del Triunvirato y más tarde Ministro del Superior Tribunal de Justicia.
Una localidad, ubicada en la zona popularmente conocida antes como Rincón de la Bolsa, en la Ruta 1 en el departamento de San José y una calle corta, vecina al Parque Municipal de Montevideo, llevan su nombre.

## Carrera militar

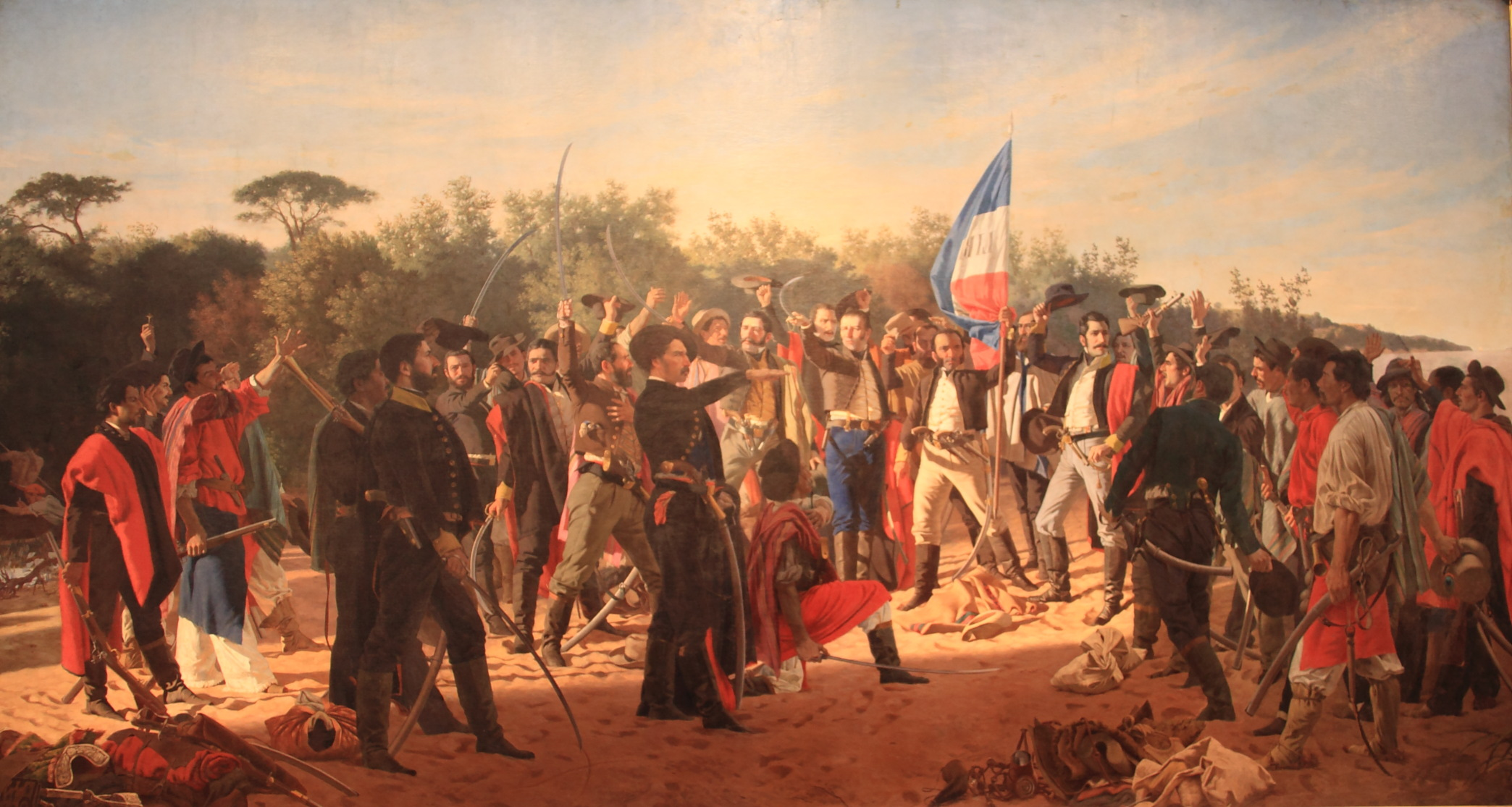
El Juramento de los Treinta y Tres Orientales, óleo de Juan Manuel Blanes.

En 1811, a la edad de 28 años, se plegó a la revolución artiguista y participó activamente en la toma de San José de Mayo, en la batalla de Las Piedras y en el sitio de Montevideo, durante los cuales obtuvo el grado de capitán de voluntarios de caballería de su ciudad natal.
Participó en la batalla del Cerrito en 1812 y en el segundo sitio de Montevideo en 1812 - 1814 a las órdenes del general José Rondeau a quien luego acompañó al Alto Perú y estuvo presente en la batalla de Sipe Sipe en 1815.
En 1825, a la edad de 42 años, se plegó a la Cruzada Libertadora del general Juan Antonio Lavalleja y peleó al frente de su batallón en la batalla de Sarandí. Con el grado de comandante se enroló en el Ejército Republicano Argentino - Uruguayo durante la guerra con el Brasil (1826 - 1828), durante la cual fue gravemente herido en la batalla de Ituzaingó en 1827.
Luego Fructuoso Rivera, lo nombró comandante militar de San José de Mayo en 1827 y de Colonia del Sacramento en 1830. Fue dado de baja en 1835 con el grado de teniente coronel.